# Co lubią tygrysy

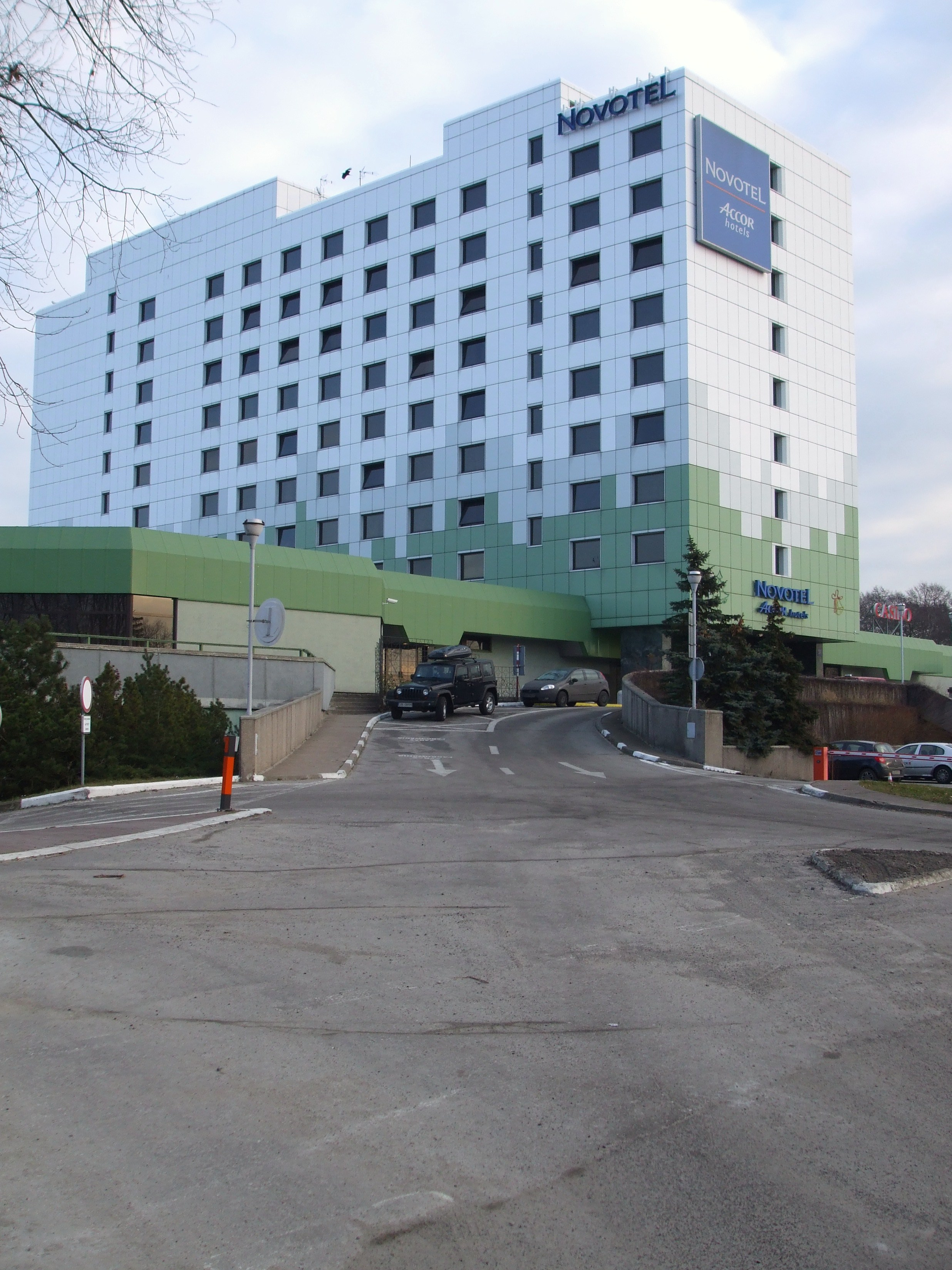
Hotel „Novotel” w Gdańsku Jelitkowie, w którym zatrzymują się Piotr i Marek, zdjęcie z 2007

Co lubią tygrysy – polska komedia erotyczna z 1989 roku w reżyserii Krzysztofa Nowaka.

## Fabuła
Piotr, docent matematyki, próbuje popełnić samobójstwo po tym, jak żona od niego odeszła. W mieszkaniu znajduje go przyjaciel Marek; Piotr zerwał tylko żyrandol. Za namową Krystyny, żony Marka, Piotr jedzie do Sopotu w poszukiwaniu miłości, ma mu towarzyszyć Marek. Na miejscu zatrzymują się w drogim hotelu. Po wielu nieudanych próbach Piotr próbuje ponownie odebrać sobie życie. Ostatecznie znajduje miłość w osobie hotelowej pokojówki. Później okazuje się, że Marka zostawiła żona i tym razem to on próbuje popełnić samobójstwo. Piotr proponuje mu wyjazd do Zakopanego.

## Obsada
- Wojciech Pokora – Piotr Suwacz
- Krzysztof Kowalewski – Marek, przyjaciel Piotra
- Dorota Kamińska – Krystyna, żona Marka
- Bożena Dykiel – badylara
- Alfred Freudenheim – mąż badylary
- Iwona Bielska – prostytutka Cynthia
- Anna Chodakowska – Beata
- Grażyna Laszczyk – pokojówka
- Małgorzata Piorun – prostytutka I
- Małgorzata Salewska – prostytutka II
- Marek Walczewski – seksuolog
- Zbigniew Buczkowski – alfons
- Sławomir Maciejewski – kelner I
- Cezary Poks – kelner II
- Michał Juszczakiewicz – bisex
- Zdzisław Rychter – cinkciarz
- Magdalena Scholl – dziewczyna
- Brunon Bukowski

## Produkcja
Plenery: Sopot, Gdańsk (hotel „Marina” w Jelitkowie i plaża), Gdynia, Warszawa (Wybrzeże Kościuszkowskie przy Moście Syreny).